# Coelospermum truncatum
Coelospermum truncatum är en måreväxtart som först beskrevs av Nathaniel Wallich, och fick sitt nu gällande namn av Henri Ernest Baillon och Karl Moritz Schumann. Coelospermum truncatum ingår i släktet Coelospermum och familjen måreväxter. Inga underarter finns listade i Catalogue of Life.